# Dirk van Nimwegen
Dirk van Nimwegen (19 juli 1904 - 7 december 1969) was een Amsterdams communist, verzetsman en een van de initiatiefnemers van de Februaristaking in 1941. Hij was werkzaam bij de Stadsreiniging.
Van Nimwegen was een van de sprekers tijdens een illegale bijeenkomst op de Noordermarkt op 24 februari 1941 waarin opgeroepen werd tot de staking. Hij was hiertoe aangewezen door de leiding van de toen illegale CPN. Andere sprekers daar waren onder meer Lou Jansen en Willem Kraan.
Van Nimwegen overleefde de oorlog en bleef werken bij de Stadsreiniging. In 1955 werd hij ontslagen door de gemeente Amsterdam, samen met 61 anderen, wegens het oproepen tot een staking. Pas in 1985 werd hij gerehabiliteerd. Na dit ontslag ging hij werken op de Ten Katemarkt in de Kinkerbuurt. Hij woonde in de Kinkerbuurt (Borgerstraat).
Na zijn dood werden meerdere monumenten aan hem gewijd. Als eerbetoon is ook een der bruggen over de Nieuwe Keizersgracht, de Dirk van Nimwegenbrug, naar hem vernoemd. Ook droeg vanaf begin jaren 1970 een gezondheidscentrum in de Kinkerbuurt zijn naam.